# Fernande Olivier
Fernande Olivier, pseudonimo di Amélie Lang (Parigi, 6 giugno 1881 – Parigi, 29 gennaio 1966), è stata una modella e scrittrice francese, nota per avere posato per Pablo Picasso e per il libro di memorie sulla sua relazione con il pittore spagnolo. Picasso la dipinse in oltre sessanta ritratti.

## Biografia
Nata da una relazione extraconiugale, fu cresciuta da una zia, che cercò di darla in moglie ad un uomo che non amava. Fernande ruppe ogni legame con la zia e finì per sposare un tale che aveva abusato di lei. Nel 1900, all'età di diciannove anni, lasciò il marito, senza contrarre divorzio, e si trasferì a Parigi, dove cambiò cognome per non essere rintracciata.
Nella capitale francese, trovò subito lavoro come posatrice ed entrò nel circolo di amici di Guillaume Apollinaire, che le consentì di conoscere Paul Léautaud, Kees van Dongen e Edmond-Marie Poullain. Van Dongen, in particolare, la ritrasse più volte.

### La relazione con Picasso
Nel 1904 incontrò Pablo Picasso al Bateau-Lavoir, e l'anno successivo andò a viverci insieme. La loro relazione durò sette anni e fu particolarmente tempestosa: gelosi l'uno dell'altra, le loro discussioni sfociarono qualche volta in violenza.
Tra i lavori più noti del periodo cubista di Picasso, diversi furono ispirati da Fernande; tra questi: Woman's Head (Fernande). Picasso dichiarò che una delle Demoiselles d'Avignon fu modellata sulla compagna.
Nell'aprile 1907, Fernande adottò da un orfanotrofio del luogo una ragazza di tredici anni, Raymonde. La famiglia ebbe però vita breve: Fernande riportò Raymonde in orfanotrofio, quando scoprì che Picasso l'aveva ritratta in pose di nudo.
Il successo artistico di Picasso coincise con la perdita di interesse verso Fernande: i due si separarono nel 1912. Fernande rimase senza sostegno economico,  né poté rivendicare diritti dal pittore, essendo ancora sposata con il primo marito. Per sbarcare il lunario fece lavori saltuari, dalla cassiera in una macelleria alla commessa in un negozio di antiquariato, e impartì lezioni di disegno.

### La carriera di scrittrice
Venti anni dopo la separazione da Picasso, Fernande scrisse un libro di memorie sulla loro relazione. Picasso era l'artista più famoso del momento, ciò spiega il successo commerciale dell'opera. Il libro, intitolato Picasso e i suoi amici, fu pubblicato inizialmente a puntate nel 1930 sul quotidiano belga Le Soir, nonostante la forte opposizione dell'artista spagnolo (Picasso ingaggiò alcuni avvocati per impedirne la pubblicazione: furono pubblicati solo sei capitoli). I compensi del libro migliorarono relativamente le condizioni di vita dell'ex modella, che in breve tempo dilapidò quanto aveva guadagnato.

## Opere
- Fernande Olivier, Picasso e i suoi amici, traduzione di Maria Baiocchi, prefazione di Ester Coen, Roma, Donzelli Editore, 1993.